# Forum Holitorium

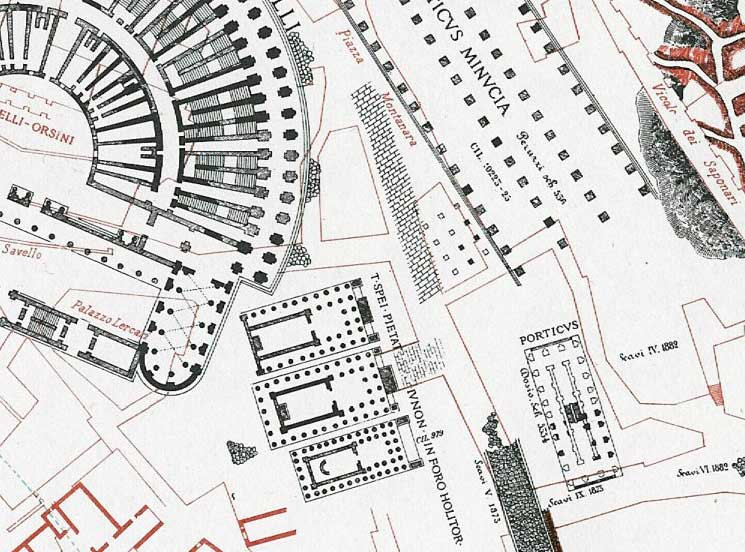
Kaart van het Forum Holitorium, gebaseerd op de Forma Urbis Romae

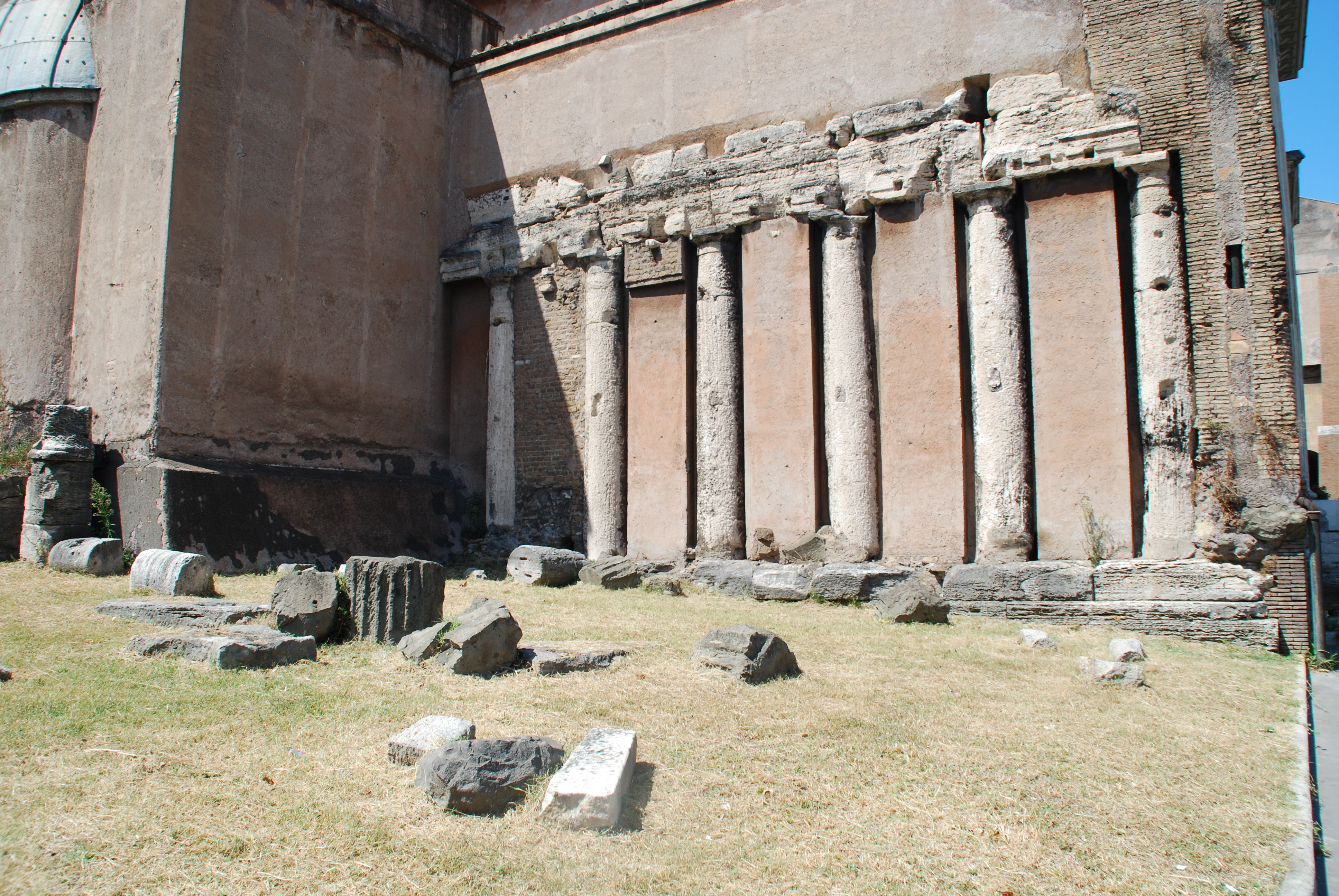
Zuilen van de Tempel van Spes, ingebouwd in de kerk San Nicola in Carcere

Het Forum Holitorium is een oud marktplein in Rome. Dit is de plaats waar in de Romeinse tijd groente, kruiden en olie werden verhandeld.

## Het Forum
Het Forum Holitarium ligt in de zuidoostelijke punt van de Campus Martius, tussen de voet van de Capitolijn heuvel en de Tiber. Het lag net buiten de Porta Carmentalis van de Servische stadsmuur. In de 2e eeuw v.Chr. werd het forum geplaveid en was toen ongeveer 125 bij 50 meter groot. 

Nadat Julius Caesar al eerder het bouwterrein had vrijgemaakt, liet keizer Augustus het Theater van Marcellus bouwen over een deel van het Forum Holitorium. Het theater werd in 12 v.Chr. ingewijd. In 388 werd de groentemarkt verplaatst naar een andere plaats op het Marsveld.

## Tempels
Naast een marktplaats was het Forum Holitorium, evenals het Forum Romanum en Forum Boarium, een heilige plaats waar tempels werden opgericht. Het is bekend dat hier een vroege tempel voor Venus stond. Tijdens het tijdperk van de Romeinse Republiek stonden er zeker zes tempels op het forum. Vier aan de huidige Via del Teatro Marcello en drie op de Area sacra di Sant'Omobono, een archeologische opgraving bij de kerk Sant'Omobono. Deze tempels zijn vermoedelijk gebouwd in de 6e eeuw v.Chr., de laatste jaren van het Romeins Koninkrijk.
Naast de tempels stond er ook een grote portius op het forum, waarvan de fundamenten ook zijn opgegraven. De restanten van de tempels van Junos Sospita, Janus en Spes zijn in de Middeleeuwen ingebouwd in de kerk San Nicola in Carcere.

### De Tempel van Pietas
De Tempel van Pietas, godin van de Plicht, was de meest noordelijke tempel aan de Via de Teatro Marcello en werd gebouwd door Manius Acilius Glabrio, die consul was in 191 v.Chr. De tempel had twee binnenpleinen, waarvan er een was gewijd aan Diana, de godin van de maan en de jacht. Deze tempel werd door Julius Caesar afgebroken om plaats te maken voor het Theater van Marcellus.

### De Tempel van Janus
De Tempel van Janus is gebouwd door Gaius Duilius na de gewonnen Slag bij Mylae. De huidige restanten dateren uit 90 v.Chr. De tempel werd gerestaureerd door Augustus en Tiberius, die het voltooide in 17 n. Chr. Augustus plaatste in deze tempel een beeld van Janus afkomstig uit Egypte. Het beeld was gemaakt door Skopas of Praxiteles, twee van de beroemdste beeldhouwers uit het oude Griekenland. De Tempel van Janus was 26 bij 15 meter groot. Acht van de zuilen van staan nog overeind en zijn ingebouwd in de muur van de San Nicola in Carcere. De zuilen zijn in de Ionische orde en hebben een doorsnee van 0,70 meter.

### De Tempel van Juno Sospita
De Tempel van Juno Sospita is de middelste en met 30 bij 15 meter de grootste van de drie bewaard gebleven tempels. De tempel werd gebouwd door Gaius Cornelius Cethegus tussen 197 en 194 v.Chr.. De zuilen waren in de Ionische orde. De Tempel van Juno Sospita is geheel ingebouwd in de San Nicola in Carcere en in de crypte onder de kerk is het podium van de tempel nog te zien. Andere resten zijn opgegraven achter de apsis van de kerk.

### De Tempel van Spes
De Tempel van Spes, godin van de hoop, is de zuidelijke tempel. Deze werd gebouwd door Aulus Atilius Calatinus in 258, tijdens de Eerste Punische Oorlog. De zuilen waren in de Toscaanse orde en de tempel had een oppervlakte van 25 bij 11 meter. Van deze zuilen zijn er zes ingebouwd in de zuidelijke muur van de San Nicola.